# 広沢町間ノ島
広沢町間ノ島（ひろさわちょうあいのしま）は、群馬県桐生市の町名である。郵便番号は376-0014。

## 地理
桐生市の南部に位置する。旧境野村・広沢村のそれぞれ一部にあたり、広沢町間ノ島は広沢町四・五・六・七丁目とともに桐生市第十三区に属する。北部は渡良瀬川を境として小梅町・琴平町・境野町に、南部は広沢町にそれぞれ接する。
桐生中心部と広沢町の国道50号・国道122号方面を結ぶ群馬県道332号桐生新田木崎線が通じており、渡良瀬川に架かる昭和橋によって、琴平町と結ばれる。

## 世帯数と人口
2022年（令和4年）1月31日現在の世帯数と人口は以下の通りである。
| 町丁         | 世帯数  | 人口    |
| ------------ | ------- | ------- |
| 広沢町間ノ島 | 669世帯 | 1,374人 |

## 小・中学校の学区
市立小・中学校に通う場合、学区は以下の通りとなる。
| 番地                                      | 小学校             | 中学校             |
| ----------------------------------------- | ------------------ | ------------------ |
| 436番地の1～3 449番地の1～4 450番地の1～3 | 桐生市立神明小学校 | 桐生市立桜木中学校 |
| その他                                    | 桐生市立広沢小学校 | 桐生市立広沢中学校 |

## 交通

### 鉄道
町内に鉄道駅はない。

### 道路
- 群馬県道332号桐生新田木崎線

## 施設
- 群馬県立あさひ特別支援学校
- 市営間ノ島住宅団地
- 間ノ島児童公園
- 間の島グラウンド
- Aコープ 広沢店

## 避難所
- 間ノ島児童公園（土砂災害、地震の緊急避難場所）[6]。